# Egernia epsisolus
Egernia epsisolus là một loài thằn lằn trong họ Scincidae. Loài này được Doughty, Kealley &Donnellan mô tả khoa học đầu tiên năm 2011.